# Мігел Бакун
Мігель Бакун (нар. 28 жовтня 1909, Маллет, Парана — 14 лютого 1963, Куритиба) — бразильський художник українського походження.

## Життєпис
Мігель Бакун народився 28 жовтня 1909 року в місті Маллет, штат Парана, в багатодітній родині українських емігрантів з села Ріпнів на Львівщині (нині — Золочівський район), де, крім нього, було ще сім синів. Отримав військову освіту. Почав малювати після знайомства з художником Жозе Пансетті (1902—1958) у мореплавній школі.
У 1930 році, після аварії і звільнення з ВМС через інвалідність, переїхав до Куритиби, де працював фотографом і декоратором.
У 1939 році, в пошуках сприятливого культурного оточення, переїжджає до Ріо-де-Жанейро, але вже в 1940 році повертається до Куритиби, де відкриває художню майстерню. Надалі співпрацював з Алсі Шав'єром, Лойо-Персія, Марселем Лейте і Ніло Превіді.

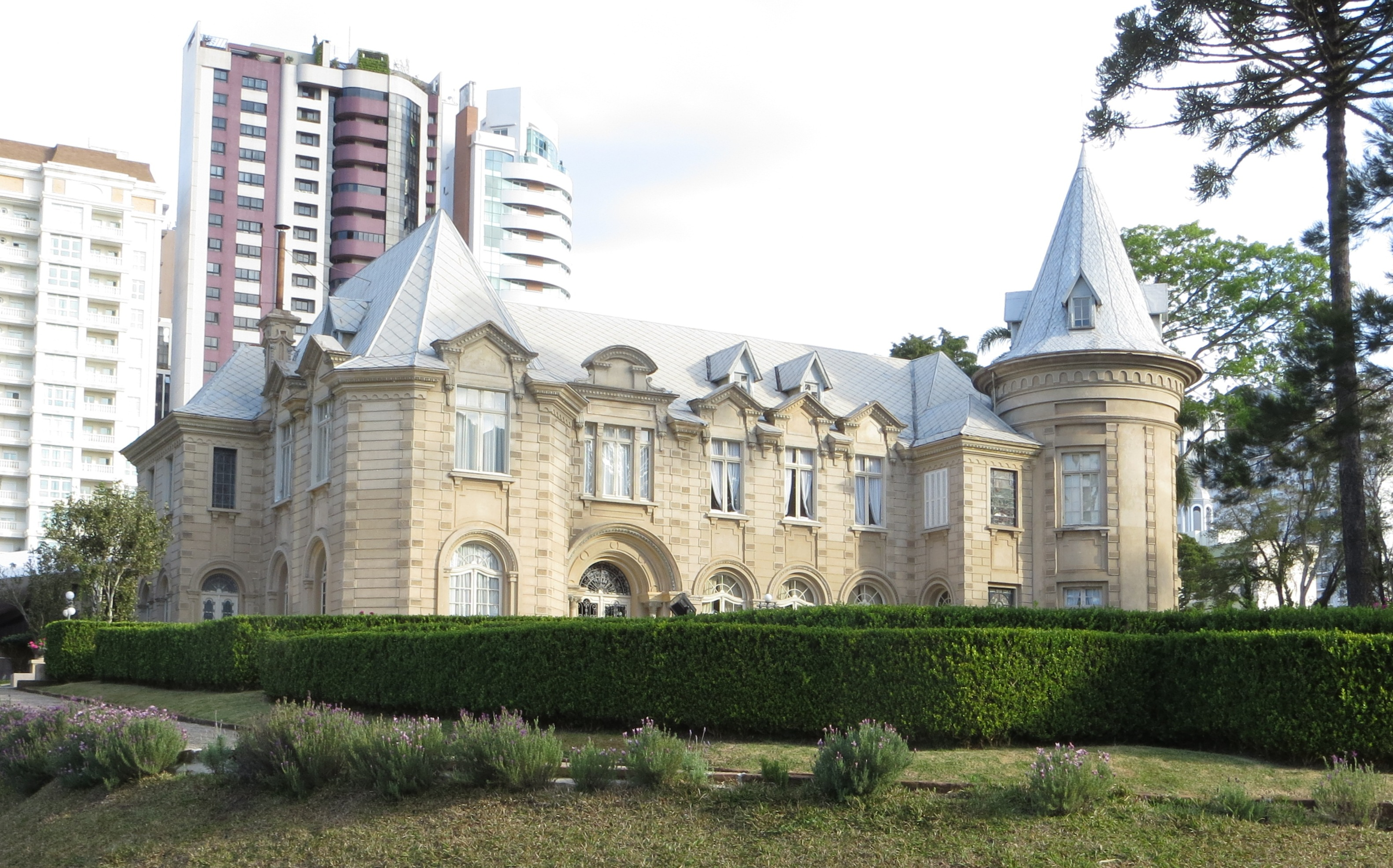
«Замок Бател»

У 1950 році його запрошують розмалювати фресками залу в резиденції губернатора, ця резиденція зараз має назву «Замок Бател» (Castelo do Batel) і вважається історичною спадщиною. 1950-ті роки у творчій кар'єрі Мігеля Бакуна були особливо продуктивними. Він малює портрети, пейзажі та натюрморти. Своє натхнення Бакун черпав з природи та з побуту його нащадків — європейських іммігрантів.
У 1960 році звертається до релігійної тематики. Незабаром Бакун зазнав фінансових труднощів і в стані депресії 14 лютого 1963 наклав на себе руки у власній майстерні.
Тепер його роботи зберігаються в колекціях Музею Оскара Німеєра, Музею мистецтв Куритиби, Музею сучасного мистецтва штату Парана і приватних колекціях. Іменем Бакуна названий виставковий зал у Музеї Оскара Німеєра.